# Newaygo (Michigan)
Newaygo est une ville du Comté de Newaygo dans l'état du Michigan.
La population était de 1 976 habitants en 2010.